# كتابة التقرير في الجرائم
كتابة التقرير في الجرائم هي الوسيلة التي يتم بواسطتها تجميع وتسجيل الحقائق والبيانات والمعلومات التي تتعلق بموضوع أو مشكلة أو تحقيق جنائي، أو إداري أو سياسي لنقلها إلي المستويات التي يهمها الإطلاع على ذلك، طبقا للأوامر الصادرة من القائد العام الشرطة المنشورة في أوامر القوة.

## أسس وقواعد كتابة التقارير
تخضع كتابة التقارير لأصول وأسس ومبادئ وتنبثق من حقيقة تقوم على أن التقارير الشرطية جمع وتدوين البيانات والوقائع والأحداث والحقائق المتعلقة بموضوع أو مشكلة أو تحقيق معين ونقلها لمن يهمهم الامر.

## خطوات كتابة التقارير
- التأكد من الفعل الإجرامي.
- نوع الجريمة وزنها.
- معرفة الظروف السابق.
- النتائج المترتبة.

## خطوات اعداد التقارير

### مرحلة الشكل
- قسم العنوان.
- قسم المقدمة.

### مرحلة الموضوع
- الإجراءات.
- الاستنتاج.
- الراي.
- المرفقات.